# Planetaria

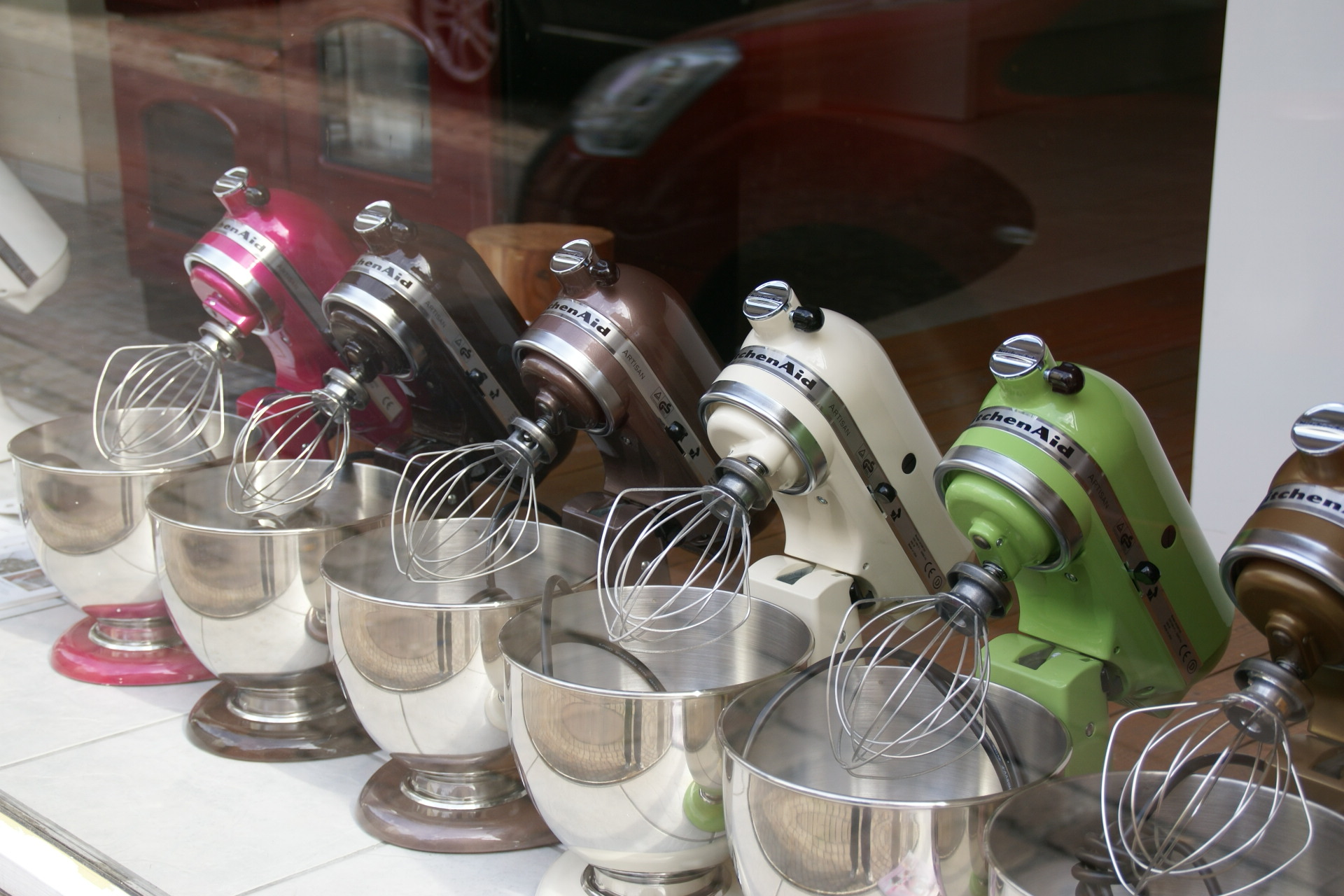
Planetarie con testa reclinabile

La planetaria o impastatrice orbitale è un elettrodomestico da cucina, utile nel montare, impastare, amalgamare. È caratterizzata da una ciotola fissa per il composto in preparazione, che viene lavorato da un attrezzo intercambiabile che si introduce dall'alto e si muove con un doppio movimento, sia di rotazione su sé stesso, sia di rotazione attorno al centro della ciotola. Questo moto ricorda quello dei pianeti, da cui il nome. La principale differenza con un'impastatrice tradizionale è che l'attrezzo dell'impastatrice ruota soltanto su sé stesso; quello della planetaria raggiunge meglio i bordi della ciotola e crea un composto più uniforme.
Inizialmente la planetaria veniva usata solo in ambito professionale, soprattutto in pasticceria, ma si diffonde sempre di più anche in ambito domestico grazie ad alcune aziende che hanno creato modelli di più facile utilizzo e con costi meno elevati rispetto a quelli più professionali.
L'impastatrice orbitale viene largamente usata in pasticceria perché svolge alcuni compiti in modo più veloce e alcune volte più efficiente che nello svolgimento manuale. 

## Utensili e accessori
La maggior parte delle planetarie ha degli utensili intercambiabili che, in alcune impastatrici, si possono connettere ad accessori di altro genere tra cui tritacarne, spremiagrumi, frullatore. 
Ogni planetaria ha generalmente in dotazione tre tipologie specifiche di utensili: 
- frusta foglia (o frusta K): è adatta ad ingredienti per i quali lo sforzo di lavorazione non è eccessivo, per esempio per uova e farine;
- frusta a filo: è indicata per la lavorazione di composti leggeri che richiedono tempistiche più lunghe, per esempio per la panna, o miscele di uova e zucchero;
- gancio: è utilizzato, invece, per lavorazioni brevi, ma che richiedono uno sforzo maggiore, per esempio è indicato per lavorare le preparazioni da panetteria e pizzeria, in cui è necessario che si sviluppi la maglia glutinica dell'impasto.[1]